# Карасёв, Алексей Маркович
Алексей Маркович Карасёв (1920—1964) — старший сержант Рабоче-крестьянской Красной Армии, участник Великой Отечественной войны, Герой Советского Союза (1945).

## Биография
Алексей Карасёв родился 20 декабря 1920 года в деревне Дровосеково (ныне — Куньинский район Псковской области). После окончания восьми классов школы работал секретарём в сельском совете. В 1940 году Карасёв был призван на службу в Рабоче-крестьянскую Красную Армию. С июня 1941 года — на фронтах Великой Отечественной войны. К июлю 1944 года старший сержант Алексей Карасёв командовал пулемётным расчётом 412-го стрелкового полка 1-й стрелковой дивизии 70-й армии 1-го Белорусского фронта. Отличился во время освобождения Польши.
26 июля 1944 года во время боя за Бялу-Подляску пулемётным огнём Карасёв отразил попытку двух немецких рот прорваться в тыл советскому батальону. 27 июля в бою он подбил танк противника, а 29 июля под Брестом принял активное участие в отражении шестнадцати вражеских контратак.
Указом Президиума Верховного Совета СССР от 24 марта 1945 года старший сержант Алексей Карасёв был удостоен высокого звания Героя Советского Союза с вручением ордена Ленина и медали «Золотая Звезда».
После окончания войны Карасёв был демобилизован. Вернулся на родину. В 1948 году он окончил совпартшколу, после чего находился на различных партийных должностях. Скончался 9 января 1964 года, похоронен в деревне Харитоново Куньинского района.
Депутат Верховного Совета СССР 2-го созыва.

## Награды
Был также награждён орденами Красного Знамени и Славы 3-й степени, рядом медалей.

## Память
В 1985 году в Бресте на ул. Красногвардейской, 59, у здания средней школы № 16 был установлен бронзовый бюст Героя и высажена липовая аллея.
В Бресте в честь А. М. Карасёва переименована улица Граничная в Карасёва.
В 1966 году в Бресте на жилом доме № 4 установлена мемориальная доска в честь А. М. Карасёва. Также доска есть на доме № 98.
С 22 августа 2023 года средняя школа № 16 в Бресте носит имя Героя Советского Союза Алексея Марковича Карасёва. Одна из экспозиций в школьном музее посвящена А. М. Карасёву.